# Saragossa porosa
Saragossa porosa är en fjärilsart som beskrevs av Eduard Friedrich Eversmann 1854. Arten ingår i släktet Saragossa och familjen nattflyn.
Arten delas upp i två underarter:
- Saragossa porosa porosa - typlokal; Orenburg i sydvästra Uralbergen.[4]
- Saragossa porosa kenderesiensis (Kovács, 1968)[5] – typlokal; Kendera i Ungern.[4]

Saragossa porosa har grå till sandgråbruna täckvingar med ett skiftande mönster av mörka, större, nästan fyrkantiga fläckar.